# Episodi di Joséphine, ange gardien (ottava stagione)
Joséphine, ange gardien è una serie televisiva francese, andata in onda sinora per 19 stagioni. Qui sotto sono riportate le trame degli episodi dell'ottava stagione della trasmissione, uscita in Francia nel 2004 e in Italia nel 2016.

## Episodio 24: Un fratello per Ben
- Titolo originale: '
- Diretto da:
- Scritto da:

## Episodio 25: Lacrime e sangue
- Titolo originale: '
- Diretto da:
- Scritto da:

## Episodio 26: Una famiglia da riunire
- Titolo originale: '
- Diretto da:
- Scritto da:

## Episodio 27: Una principessa in pericolo
- Titolo originale: '
- Diretto da:
- Scritto da: